# Алувијална раван
Алувијалне равни су широке равнице поред река. Настале су акумулационим деловањем река. Састоје се од речних наноса (глине измешане са ситним песком) и леса. У њима су речна корита плитко усечена, па се и при малом порасту водостаја реке изливају и плаве околни терен. Због тога су радови на њиховој регулацији, као и изградњи одбрамбених насипа започети још у XVIII веку. Уређење њихових токова добива нарочит интензитет након Другог светског рата. Данас је највећи део алувијалних равни заштићен од поплава и претворен у обрадиве површи.